# Istituto Tecnico Statale Ettore Conti

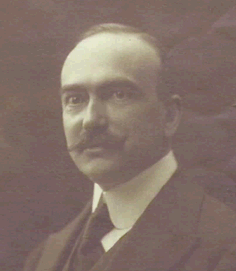
Ettore Conti

L'Istituto Tecnico Statale Ettore Conti è un istituto tecnico di Milano fondato nel 1942 ma con origini risalenti al 1922. Attualmente ha due sedi: una vicina a piazza Segesta, adiacente al Liceo scientifico Vittorio Veneto e l'altra, succursale, presso il quartiere di Bonola.

## Storia
Nel 1922 Ettore Conti costituisce, nella scuola di arte e di mestieri di via Santa Marta, una scuola serale per capi tecnici, capi di reparto e aiuto-ingegneri, il 1º ottobre 1942 diventa diurna e prende il nome del suo fondatore, decisione confermata dopo la caduta del fascismo con un decreto legislativo del 1946.
Negli anni '60, con l'aumento della domanda, fu trasferito in una nuova sede, in un'area di Milano in via di sviluppo e vicina alle aziende, con una costruzione adiacente a quella del liceo Vittorio Veneto, realizzata con lo stesso stile. Nello stesso periodo è una delle prime scuole in Italia a inserire l'indirizzo di elettronica e telecomunicazioni.
Nel 1970 un nuovo aumento delle iscrizioni portò all'apertura di nuove sedi, come l'ITIS Stuparich e di ITIS Galilei, che divennero poi autonome (una oggi è stata divisa tra il Gentileschi e il Curie, l'altra ha mantenuto il suo nome), e nel 1980 è stato uno dei poli nazionali per la formazione informatica dei professori.
Nel 2002 viene incluso l'indirizzo del liceo scientifico tecnologico, e dall'anno scolastico 2014/2015 viene aperta la filiale di Via Betti, per includere la sezione liceo sportivo.

## Indirizzi
La scuola, oggi, offre quattro indirizzi di istituti tecnici tecnologici: elettronica, elettrotecnico, meccanica e logistica, e un liceo di scienze applicate nella sua sede principale e una sezione di scienze applicate, con il liceo sportivo nella succursale.

## Riferimenti
- La nostra storia